# Heinrich Schellen
Thomas Joseph Heinrich Schellen (* 30. März 1818 in Kevelaer; † 3. September 1884 in Köln) war ein deutscher Schuldirektor. 

## Leben
Im Herbst 1838 machte Heinrich Schellen sein Abitur am Kölner Friedrich-Wilhelm-Gymnasium. Drei Jahre später legte er dort ein Probejahr als Lehrer ab. Von 1842 bis 1851 war er Oberlehrer an der Realschule in Düsseldorf. Danach wurde er nach Münster zum Direktor der neugegründeten Realschule mit angeschlossener Provinzialgewerbeschule berufen. 1858 wurde er, anstelle von Caspar Garthe, als Direktor an die höhere Bürgerschule in Köln berufen. 1881 ging er in den Ruhestand. 
Zu seinen Veröffentlichungen unternahm er keine eigenen Untersuchungen, stellte jedoch in den jeweiligen Auflagen den aktuellen Stand der Forschung, Wissenschaft und Praxis dar.
Schellen starb 1884 im Alter von 66 Jahren. Er wurde im Grab seiner Ehefrau Elisabeth Maria geborene Lumscher (1814–1877) auf dem Kölner Melaten-Friedhof beigesetzt.

## Schriften
- Methodisch geordnete Materialien für den Rechenunterricht, ein Handbuch für Lehrer
- Elementare Mechanik
- Der elektromagnetische Telegraph
- Das transatlantische Kabel, seine Fabrikation, Legung und Sprechweise
- Die Spektralanalyse in ihrer Anwendung auf die Stoffe der Erde und die Natur der Himmelskörper
- Die Sonne; mit Angelo Secchi
- Das Spektroskop; eine Bearbeitung der Schrift von Joseph Norman Lockyer
- Die magnetischen und dynamoelektrischen Maschinen, ihre Entwicklung, Construktion und praktische Anwendung
- Aufgaben für das theoretische und practische Rechnen
  - I. Theil. Zum Gebrauche beim Rechenunterrichte für die Schüler der Realschulen, höheren Bürgerschulen. Gymnasien, Seminarien und anderer höherer Lehranstalte ähnlicher Tendenz, Münster 1876 (Digitalisat)